# NGC 4437
NGC 4437 (również NGC 4517, PGC 41618 lub UGC 7694) – galaktyka spiralna (Sc), znajdująca się w gwiazdozbiorze Panny. Jest to galaktyka aktywna.

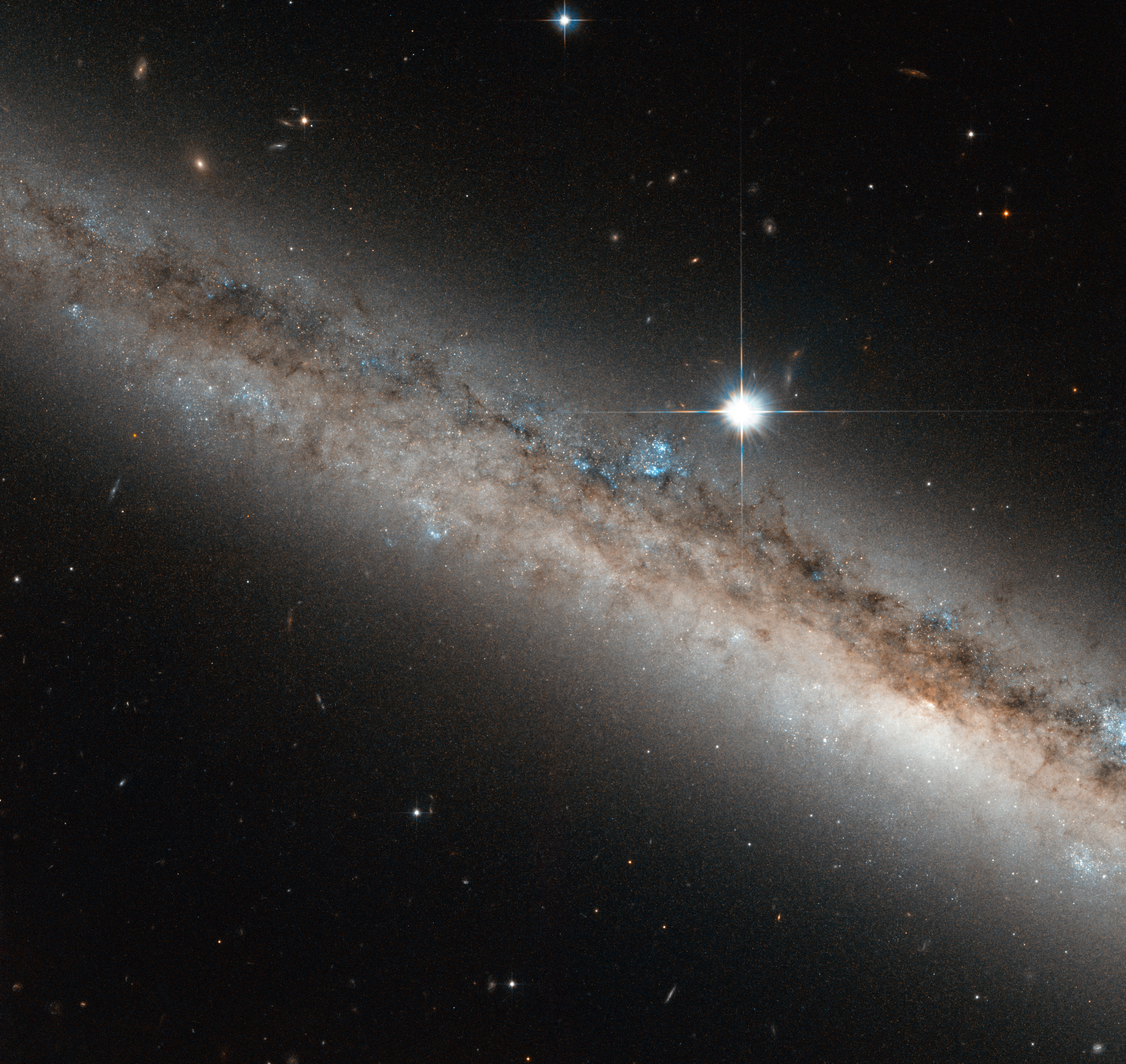
Centralna część NGC 4437 sfotografowana przez teleskop Hubble’a

Odkrył ją William Herschel 22 lutego 1784 roku, jego odkrycie zostało skatalogowane w Nowym Katalogu Ogólnym jako NGC 4517. W podanej przez niego pozycji na niebie nic takiego nie ma, tak więc za odkrywcę przez wiele lat uważany był jego syn, John Herschel, który zaobserwował galaktykę 14 kwietnia 1828 roku. Jego obserwacja została skatalogowana jako NGC 4437. Dopiero w XX wieku ustalono, że krótki opis NGC 4517 sporządzony przez Williama Herschela pasuje do wyglądu NGC 4437, czyli jest to ten sam obiekt.